# ダンジョンズ&ドラゴンズ オンライン
『ダンジョンズ&ドラゴンズ オンライン』（英: Dungeons & Dragons Online）は、TRPGのダンジョンズ&ドラゴンズ第3.5版および、その背景世界の一つエベロンを原作としたMMORPG。略称は『DDO』。
Turbine社によって開発され、北米では2006年2月より正式サービスを開始。日本でもさくらインターネットの手によって日本語化され、2006年8月よりサービスを開始した。当初、『ダンジョンズ&ドラゴンズ オンライン ストームリーチ』(Dungeons & Dragons Online : Stormreach)という名称だったが、2009年より北米版では基本プレイ料金無料化と共に『Dungeons & Dragons Online : Eberron Unlimited』と変更。
日本語版による運営は2009年9月30日にサービス終了。

## 概要
世界初のRPGであるD&DのMMO化で、TRPG版のシステムと世界設定をMMO向けに一部変更し導入したものである。

### 世界観
高度な魔法文明を持つ世界の大戦後の陰謀渦巻く社会というエベロン(en:Eberron)の世界設定を使用しており、固有名詞などがそのまま利用されている。ただしTRPG版の主な冒険の舞台とは異なる大陸を舞台にしている。

### ゲームシステム
MO型
街中は全キャラ共通であるものの、ダンジョンはパーティーごとにインスタンスが生成されるシステムである。このためPKや狩場独占といった要素はなく、PvPも専用のエリアでしかできない。
クエスト中心
NPCから依頼を受けてダンジョンに入り、依頼をこなすと経験値が入るシステムで、敵を倒して得られる経験値は少ない。ダンジョンはいろいろな仕掛けで作りこまれている。反面、パズルと同じで一度クリアしてしまうとその仕掛けによる楽しみは減少してしまう事が多い。
冒険中心
他のMMOなどに良く見られる生産の要素が初期に於いては皆無、後に追加されたものも素材はダンジョンから入手する必要があった為、PCのすることは冒険のみと言ってよい。レアアイテムを入手するためには何度もダンジョンに潜って宝箱を開ける必要がある。

### TRPG版からの変更点
アクション性
敵などの動きに合わせて、リアルタイムでの反応をするシステムである。
魔法のMP制
TRPG版の、一回の冒険で使える呪文数が制限されていて一発ずつ事前に準備するシステムから、スペルポイントという名でのMP制が導入された。ただし事前準備制の名残をとどめ、使える呪文の種類を事前準備する制度になった。
エンハンス
アクション性に伴い、キャラクターの成長に伴って得られるアクションポイントと呼ばれるリソースの使用方法が、サイコロ振り足しではなくエンハンスと呼ばれる一種の特技の習得へと変更された。

## その他

### 日本語版撤退の理由
日本語版撤退の理由は業績不振による。北米サーバー基本無料化に向けてのTurbine社の方針変更も影響したと見られる。業績不振の理由としては客単価が低い事と過疎化が原因と思われる。
客単価は月額1,500円のプレイ料金のみであったため、プレイヤー人数の増加が止まると頭うちであった。実際、2010年の米国版のEberron Unlimitedではプレイ料金無料で課金アイテムやクエストの導入により、前年比500%の売上とTurbineにより発表された。
他のMMOに比べ成長限界に達しやすかったり、同一ダンジョンの繰り返しになるためか引退者が次第に増え、プレイ人数が減少した。その影響で、初期に増やしたワールドを途中で減らす必要がでてくる程であった。また、公式からも発表されているように原則としてパーティー推奨のシステムであるため、結果として過疎化によってパーティーが組みづらくなると過疎化に拍車がかかるシステムであった。

### ゲイリー・ガイギャックスらの関与
D&Dの原作者ゲイリー・ガイギャックスが一部のダンジョンでナレーションを行っている。また、運営中の2008年3月4日に亡くなった後にゲーム内で彼の墓や記念アイテムが作られた。
翌年亡くなったデイブ・アーンソンもナレーションを行っており、北米サーバーでは記念アイテムが作られた。